# VV Гончих Псов
VV Гончих Псов (лат. VV Canum Venaticorum) — двойная затменная переменная звезда типа Беты Лиры (EB) или затменная переменная звезда типа Алголя (EA) в созвездии Гончих Псов на расстоянии приблизительно 4597 световых лет (около 1409 парсек) от Солнца. Звёздная величина диапазона CV звезды — от +14,16m до +13,6m. Орбитальный период — около 0,5331 суток (12,795 часа).
Открыта Николаем Ефимовичем Курочкиным в 1961 году*.

## Характеристики
Первый компонент — жёлто-белая звезда спектрального класса F0. Радиус — около 1,69 солнечного, светимость — около 4,88 солнечной. Эффективная температура — около 6527 K.
Второй компонент — жёлто-белая звезда спектрального класса F.